# Athous ibericus
Athous ibericus Platia, 2006 è una specie di coleottero della famiglia degli Elateridi.